# Reza Haghighi
Reza Haghighi (em persa: رضا حقیقی شاندیز , Meshed, 1 de fevereiro de 1989), é um futebolista Iraniano que atua como meia. Atualmente, joga pelo Persepolis.